# Selenops trifidus
Selenops trifidus är en spindelart som beskrevs av Bryant 1948. Selenops trifidus ingår i släktet Selenops och familjen Selenopidae. Inga underarter finns listade i Catalogue of Life.